# Joel Shankle
Joel Shankle (Estados Unidos, 2 de marzo de 1933-8 de abril de 2015) fue un atleta estadounidense, especializado en la prueba de 110 m vallas en la que llegó a ser medallista de bronce olímpico en 1956.

## Carrera deportiva
En los JJ. OO. de Melbourne 1956 ganó la medalla de bronce en los 110 m vallas, con un tiempo de 14.1 segundos, llegando a meta tras sus compatriotas Lee Calhoun (oro con 13.5 s que fue récord olímpico) y Jack Davis (plata también con 13.5 s).